# Персенківка (станція)
Персенкі́вка — проміжна залізнична станція Львівської дирекції Львівської залізниці на лінії Львів — Ходорів між станціями Львів (7 км) та Сихів (4,5 км).
Розташована в адміністративних межах Львова в однойменній місцевості.

## Історія

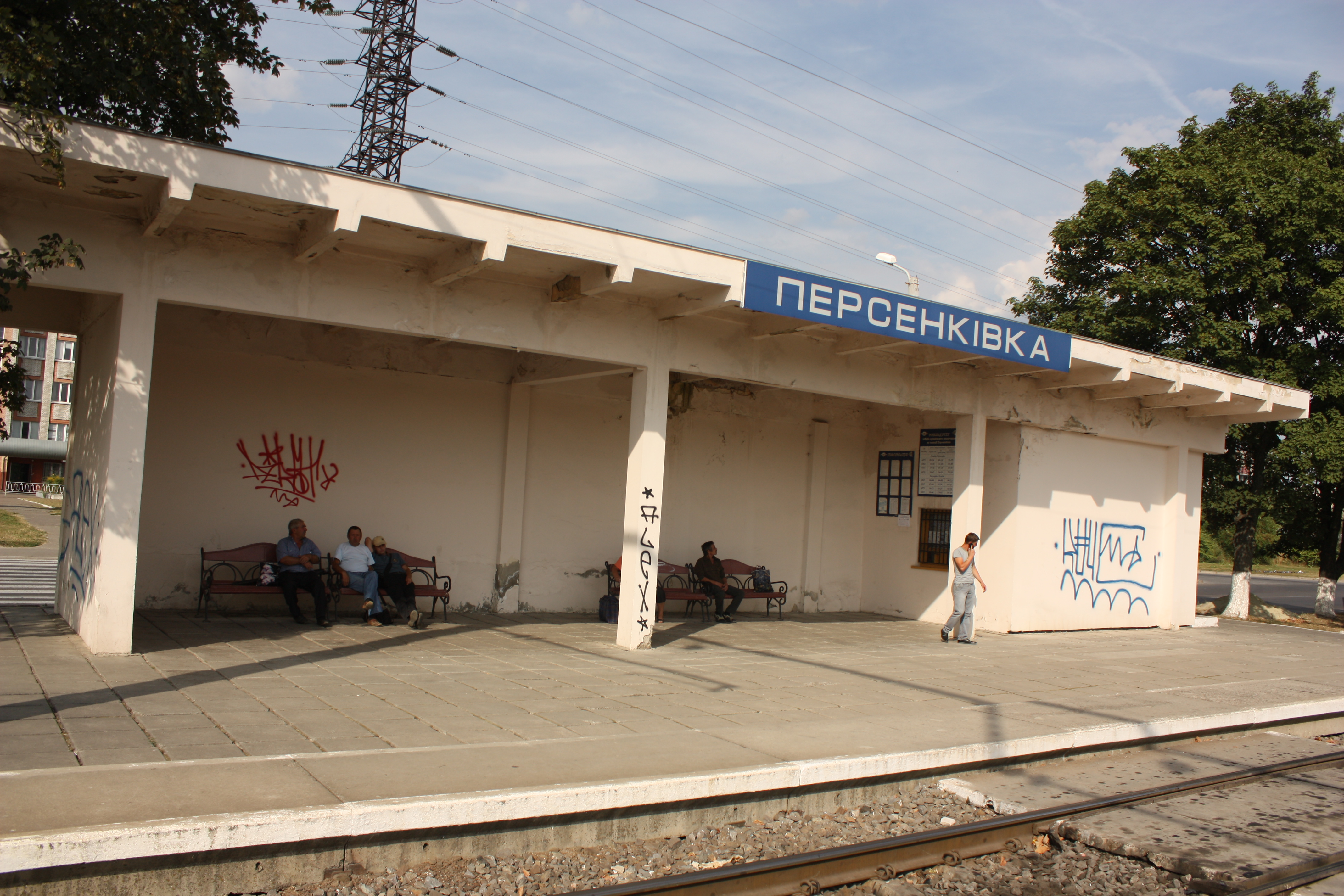
Станція станом на серпень 2015

Залізнична ділянка Львів — Чернівці стала другою залізничною гілкою, яка з'єднала столицю Галичини з іншими великими містами краю, її було прокладено у 1866 році. Втім сама станція Персенківка вочевидь з'явилась на цій ділянці не відразу. У 1894 році від станції Персенківка до верхньої частини Стрийського парку з нагоди Загальної крайової виставки було збудовано вузькоколійку, однак після завершення виставки залізничну колію не використовували. У 1901 році було запропоновано будівництво залізниці Персенківка — Підгайці. Початковий проєкт передбачав відгалуження нової гілки від існуючої залізниці Львів — Чернівці в районі Персенківки. Однак, під час перемовин з потенційними інвесторами, Львівський магістрат, який згодом виступив в ролі одного з концесіонерів, запропонував свої інвестиції в обмін на те, що вокзал для обслуговування нової гілки буде збудований в межах міста. У зв'язку з тим, що Персенківка тоді не входила до складу Львова, було вирішено змінити проєкт: залізниця мала відходити від існуючої лінії Львів — Красне і проходити через Знесіння та Личаків, де й було розташовано станцію. Будівництво вокзальної споруди було завершене у 1906 році, тоді як лінію відкрили 1909 року.
Станція Персенківка відома за подіями українсько-польської війни 1918—1919 років — саме тут відбувалися одні з найжорсткіших боїв між частинами української та польської армій. Зокрема тут відбувся бій між українським та польським бронепоїздами. З українського боку у ньому брав участь панцирник Ч-1
За Персенківку боротьба йшла не лише на землі, а й в повітрі. 5 листопада (за деякими даними 4 листопада) 1918 року польська авіація бомбардувала залізничну станцію Персенківку. Саме тоді, після невдалого тригодинного штурму головного вокзалу Львова, курінь УСС чисельністю понад 600 осіб (під час штурму загинуло 10 вояків, 40 було поранено і кількох взято у полон) почав відступати на залізничну станцію Персенківка. Невдовзі туди прилетів польський літак і скинув на позиції січових стрільців кілька бомб, що спричинило велику паніку — поручник Баган навіть зрікся командування куренем [11, 141—146; 10, 476]. Як згадує сотник колишньої австрійської і Галицької Армії О. Кузьма: «Панічний настрій серед незрадних старшин і розворушеного стрілецтва переходив усякі границі».
28 вересня 1924 року на Персенківці урочисто відкрито гранітну колону в пам'ять про Захисників Львова, безкоштовно виконану за проєктом інженера-архітектора Рудольфа Індруха архітектором Антонієм Нестаровським, чий син-студент також загинув на Персенківці. Пам'ятник стояв до 1940 року.
У 1921 році було відновлено експлуатацію вузькоколійки, яка відходила від Персенківки до Стрийського парку, згодом вона обслуговувала частину радянської армії, яка перед війною розташувалася тут, потім німецьку і знову радянську. У 1951 році частину вузькоколійки розібрали, а ще частину використовували як Дитячу залізницю з трьома станціями. У 1976 році після реконструкції вулиці Стрийської частину залізниці знову розібрали, закривши при цьому станцію «Дитяче містечко».
За радянських часів навколо станції Персенківка, а також Скнилів склався південний промисловий сектор, основу якого склали електротехнічні та енергетичні підприємства, а також Львівський автобусний завод. Тут зосереджувалася група цегельних заводів (що пояснюється насамперед наявністю сировини) та завод будівельних матеріалів.
У 1994 році, коли було зроблено першу спробу запровадити міську електричку, було електрифіковано ділянку колії Головний вокзал — Сихів. Другу спробу запровадити міський електропотяг було здійснено у грудні 2009 року, коли у Львові почав курсувати міський рейковий електропоїзд Сихів — Підзамче. Також міський рейковий автобус здійснював проміжну зупинку на станції Персенківка. Поїзд курсував до 2010 року, коли його зняли через нерентабельність.

## Пасажирські перевезення
Оскільки електрифікована ділянка колії тягнеться тільки до сусідньої станції Сихів, то на станції Персенківка зупиняються тільки приміські дизель-потяги Львів — Ходорів та Львів — Жидачів. Окрім того на станції зупиняється (за вказівкою) швидкий потяг Київ — Івано-Франківськ. Зупинки цього потяга тут були передбачені з 29 грудня 2012 по 9 січня 2013 року.

## Вантажні перевезення
Станція Персенківка має велике значення для вантажних перевезень. Щоправда в основному на станції вивантажують вагони. Зокрема у І кварталі 2011 року на станції Персенківка виконали вантажні операції із 477 вагонами: 92 вагони — навантажили, 385 — вивантажили.
Так само в основному вивантажували вагони на станції протягом січня—лютого 2008 року — на станції розвантажено 811 вагонів, а навантажено 52.
Основні вантажі, які обробляють на станції: інертні матеріали, металопродукція, металобрухт, щебінь, цемент.